# Весёлое (Миргородский район)
Весёлое (укр. Веселе) — село,
Дибровский сельский совет,
Миргородский район,
Полтавская область,
Украина.
Код КОАТУУ — 5323281803. Население по переписи 2001 года составляло 4 человека.
Село указано на трехверстовке Полтавской области. Военно-топографическая карта.1869 года как хутора Гадючие

## Географическое положение
Село Весёлое примыкает к селу Шпаково, находится в 0,5 км от села Дибровка.
По селу протекает пересыхающий ручей с запрудой.